# Grassmanaffären
Grassmanaffären var en svensk politisk skandal under sena 1970-talet. Journalisten och nationalekonomen Sven Grassman visade att mycket av debatten och den ekonomiska politiken byggde på grova fel i Riksdagens officiella statistik. De felaktiga siffrorna fick Sveriges underskott i bytesbalansen att se mycket större ut än jämförbara länder i omvärlden. Även gällande siffrorna för landets utlandsställning och företagens driftsöverskott redovisade den officiella statistiken inkorrekta siffror. Grassman hävdade att detta var en grov svartmålning av svensk ekonomi som användes för att motivera en ny och hårdare ekonomisk politik. Han fick rätt i den efterföljande debatten och regering och riksbank reviderade sina siffror.